# St. Theresia (Zürich-Friesenberg)

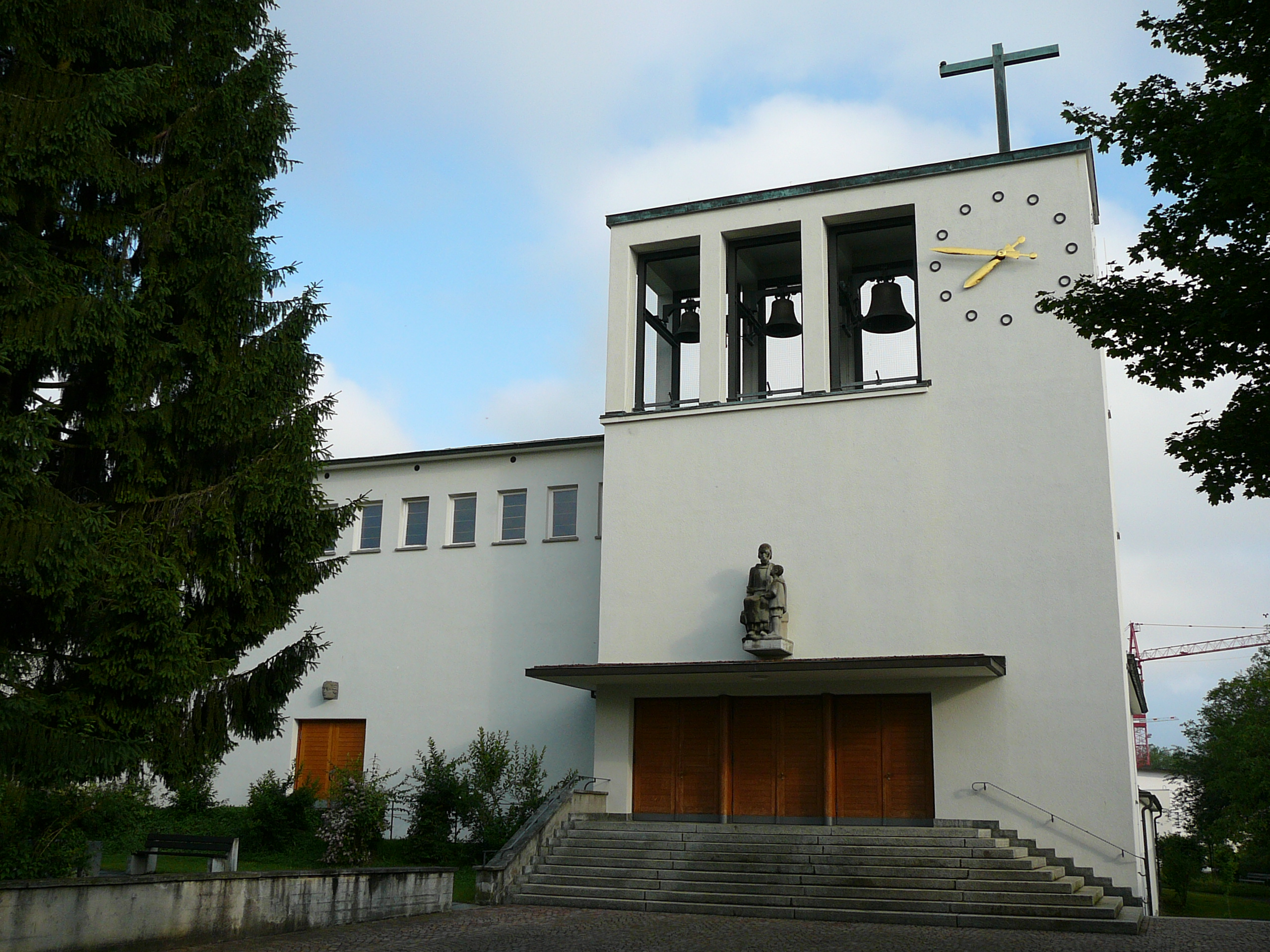
Kirche St. Theresia, Aussenansicht

Die Kirche St. Theresia ist die römisch-katholische Pfarrkirche des Zürcher Stadtteils Friesenberg. Sie gilt als ein bemerkenswertes Beispiel der modernen Kirchenarchitektur der Schweiz.

## Geschichte

### Lage und Namensgebung
Friesenberg ist ein Quartier am Fusse des Uetlibergs, das aus dem Quartier Wiedikon hervorgegangen ist. Ab den 1930er Jahren wurde das Gebiet in einer ersten Welle bebaut, nach dem Zweiten Weltkrieg folgte eine zweite Welle. Wegen der Wohnungen und Reiheneinfamilienhäusern zahlreicher Wohnbaugenossenschaften entstand ein kinderreiches Quartier Zürichs.
Am 28. April 1926 fand in Friesenberg der erste katholische Religionsunterricht statt. Gehalten wurde dieser von Christian Herrmann, dem Pfarrer der Herz-Jesu-Kirche Wiedikon. Auf dem Rückweg nach der ersten Unterrichtsstunde beschloss der Pfarrer, für die neu zu gründende Pfarrei des damals kinderreichsten Quartiers der Stadt Zürich die Hl. Theresia vom Kinde Jesu als Patronin zu ernennen.

### Baugeschichte
Am 20. März 1928 wurde der Kauf eines ersten Grundstücks für die heutige Kirche St. Theresia durch den Diözesan-Kultus-Verein im Auftrag der Pfarrei Herz Jesu Wiedikon getätigt. Bis 1931 wurde in zwei weiteren Schritten das restliche Grundstück der Kirche erworben. Im Jahr 1928 bewarben sich verschiedene Architekten um den Auftrag, unter anderem auch Fritz Metzger. Dieser hatte die Kirchen Maria Lourdes (Seebach) und St. Felix und Regula (Hard) entworfen. Im April 1932 ging der Projektierungsauftrag an Fritz Metzger, im September 1932 wurde sein Projekt vom Kirchenrat und vom Bischof von Chur, Laurenz Matthias Vincenz genehmigt. Im November 1932 wurde der erste Spatenstich vorgenommen, im März 1933 erfolgte die Grundsteinlegung. Nach der Glockenweihe im November 1933 wurde die Kirche am 10. Dezember 1933 eingesegnet.
Per Dekret vom 30. November 1933 ernannte Bischof Laurenz Matthias Vincenz das Gebiet von St. Theresia zu einer eigenständigen Pfarrei und trennte sie von Herz Jesu Wiedikon ab. Der Bischof segnete am 10. Dezember 1933 die Kirche ein.
In den Jahren 1978/1979 wurde die Kirche unter Architekt Walter Moser saniert und durch den Künstler Max Rüedi die Werktagskapelle neu gestaltet. In den Jahren 2001/2002 wurde durch die Architekten Thomas Twerenbold und Martin Schneider die Kirche erneut renoviert. Gleichzeitig führte man die Kirche weitgehend auf den Zustand von 1933 zurück und gestaltete die Werktagskapelle erneut um.
Die Pfarrei St. Theresia gehört mit 3'179 Mitgliedern (Stand 2021) zu den kleineren katholischen Kirchgemeinden der Stadt Zürich.

## Baubeschreibung

### Äusseres
Vom Borrweg gelangt man über einen als Langrechteck gestalteten Platz zum Portal des Gebäudes. Der über dem Zugang errichtete breite, niedere Turm von St. Theresia verweist mit den sichtbaren Glocken und dem Turmkreuz auf den christlichen Charakter des Gebäudes. Kubische Formen kennzeichnen Kirche wie Pfarrhaus, die mit vom Kirchplatz aus kaum sichtbaren, niederen Walmdächern versehen sind. Die Kirche und das Pfarrhaus stossen rechtwinklig aufeinander und rahmen damit L-förmig den Vorplatz der Kirche.

### Kirchturm und Glocken
Die Formgebung des Turmes gleicht einer hochrechteckigen Scheibe, der die Kirche lediglich um die Höhe der Glockenstube überragt. Im Kirchturm hängen drei Glocken, welche von der Glockengiesserei F. Schilling, Apolda im Jahr 1933 gegossen wurden.
| Glocke | Gewicht | Schlagton | Widmung      | Inschrift |
| ------ | ------- | --------- | ------------ | --- |
| 1      | 1040 kg | es′       | Christkind   | „Christkindlein all wollen wir dein eigen sein“                                                                               |
| 2      | 0491 kg | g′        | Maria        | „Ave Frau viel hohe dir zu Dienst wir sind“                                                                                   |
| 3      | 0293 kg | b′        | Hl. Theresia | „Ich werde vom Himmel Rosen auf die Erde streuen“ und „Wer sich klein macht wie ein Kind, der ist der grösste im Himmelreich“ |

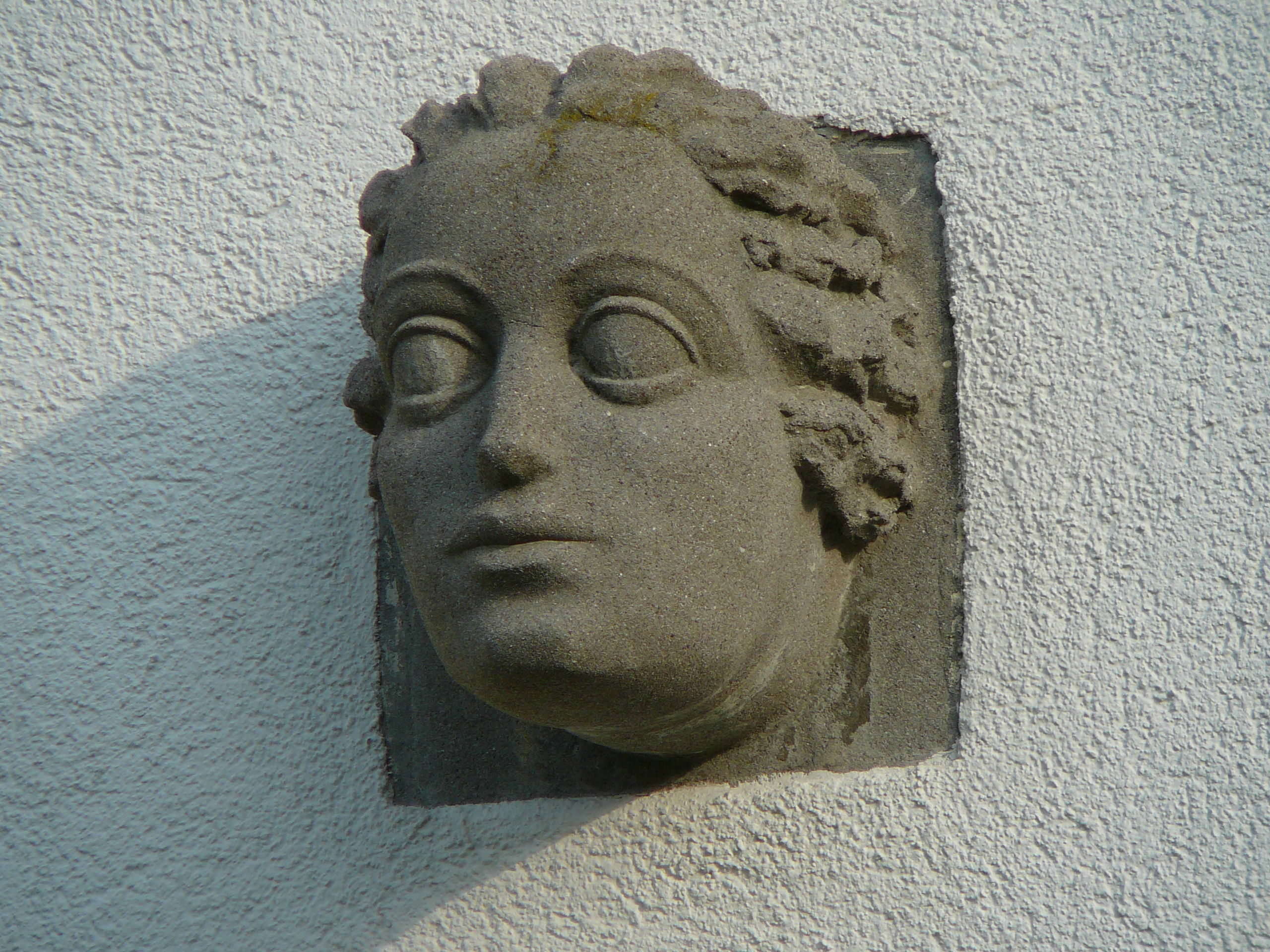
Aussenskulptur von Albert Schilling

An der Fassade des Glockenturms, über dem Haupteingang der Kirche, befindet sich die Statue „Christus als Kinderfreund“ von Albert Schilling (1904–1987). Eine weitere Statue, darstellend einen menschlichen Kopf, befindet sich an der Längswand der Kirche.

### Innenraum  und künstlerische Ausstattung
Durch das Kirchportal gelangt man in eine quer zum Borrweg gelegene Theresienkapelle (60 Plätze), an die sich im rechten Winkel die Kirche (430 Plätze) anschliesst. Auf der Südseite fügt sich ein niedrig gehaltenes Seitenschiff an die Kirche an.
Der Hauptraum der Kirche besteht aus einem ca. 8 Meter hohen, 27 Meter (ohne Orgelempore) langen und 11 Meter breiten Saal. An den Längsmauern der Kirche befinden sich Fensterreihen mit Glasfenstern in hellen Farbtönen. Hinter der Frontwand befindet sich ein Meditationsraum. Auf der linken Seite des Altarraums steht eine von Fritz Metzger entworfene, massive kubische Kanzel mit einer frei aus der Wand ragenden Baldachinplatte.
Altar, Ambo und Tabernakel-Sockel wurden von Frédéric Dedellay in den Jahren 2001/2002 aus weissem Terrazzo, der Tabernakel aus Messing geschaffen.
Wie in der ebenfalls von Fritz Metzger erbauten Kirche Maria Lourdes Seebach stammen auch in St. Theresia die Wandmalereien von Richard Seewald (1889–1976), der seine Entwürfe zwischen Mai und September 1946 auf die Wände des Innenraums übertrug. Gezeigt werden in acht der Fresken Szenen aus der Kindheit Jesu, was auf den Beinamen der Kirchenpatronin verweist. Im Chor werden folgende Motive dargestellt: Verkündigung an die Hirten (links), die thronende Muttergottes mit Kind (Mitte), Verkündigung (rechts).

Triptychon im Altarraum
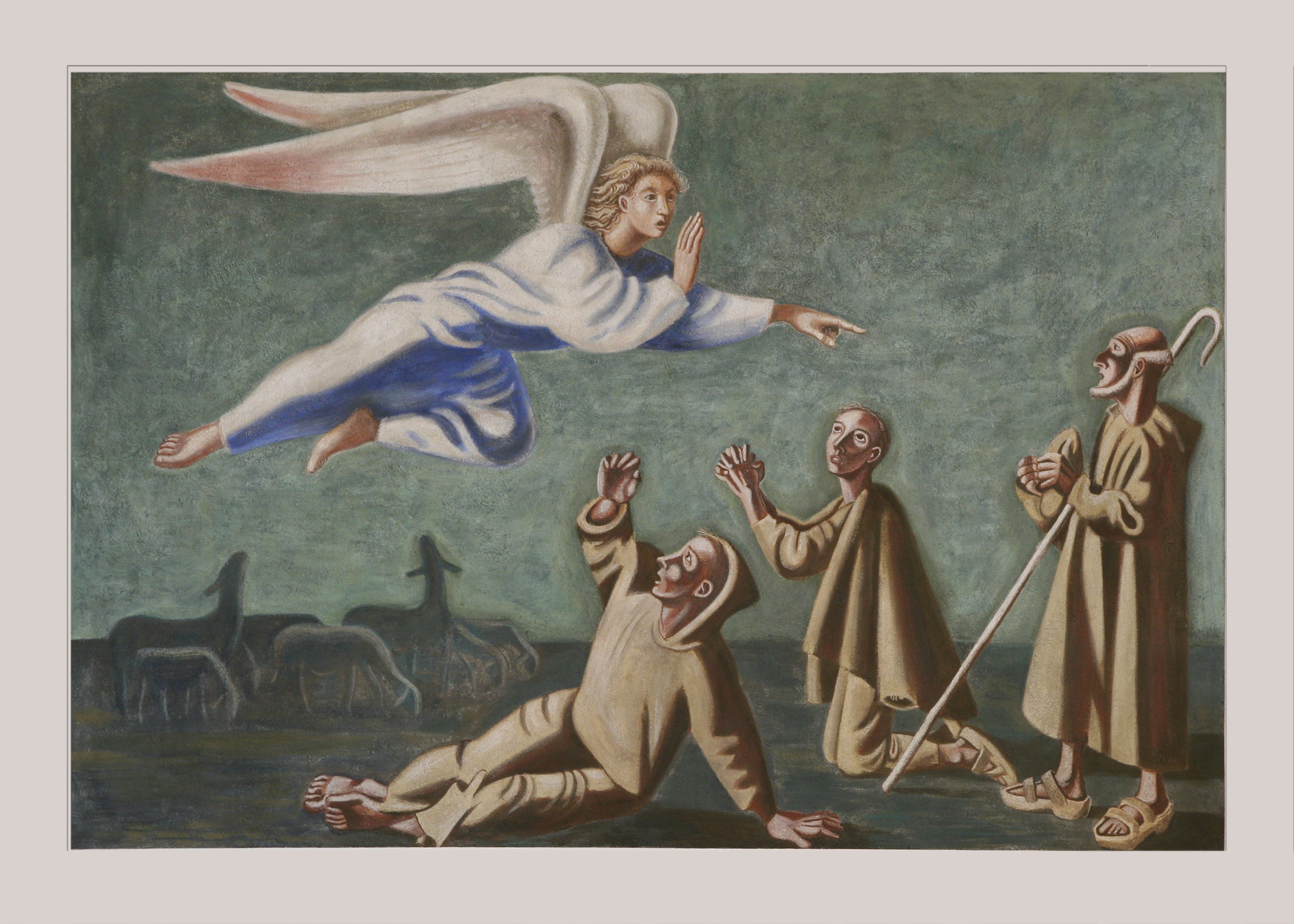
Die Hirten
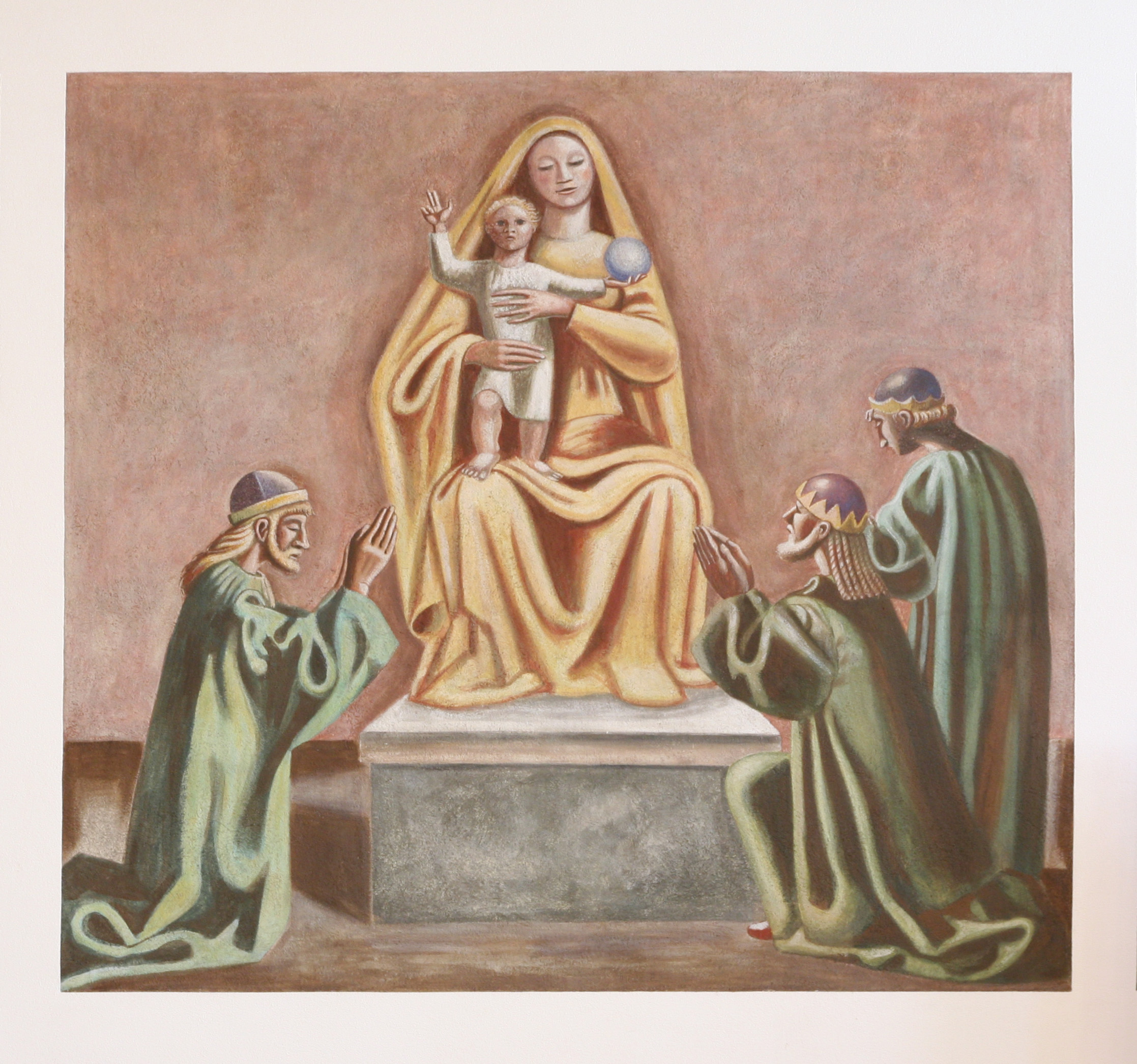
Muttergottes mit Jesuskind
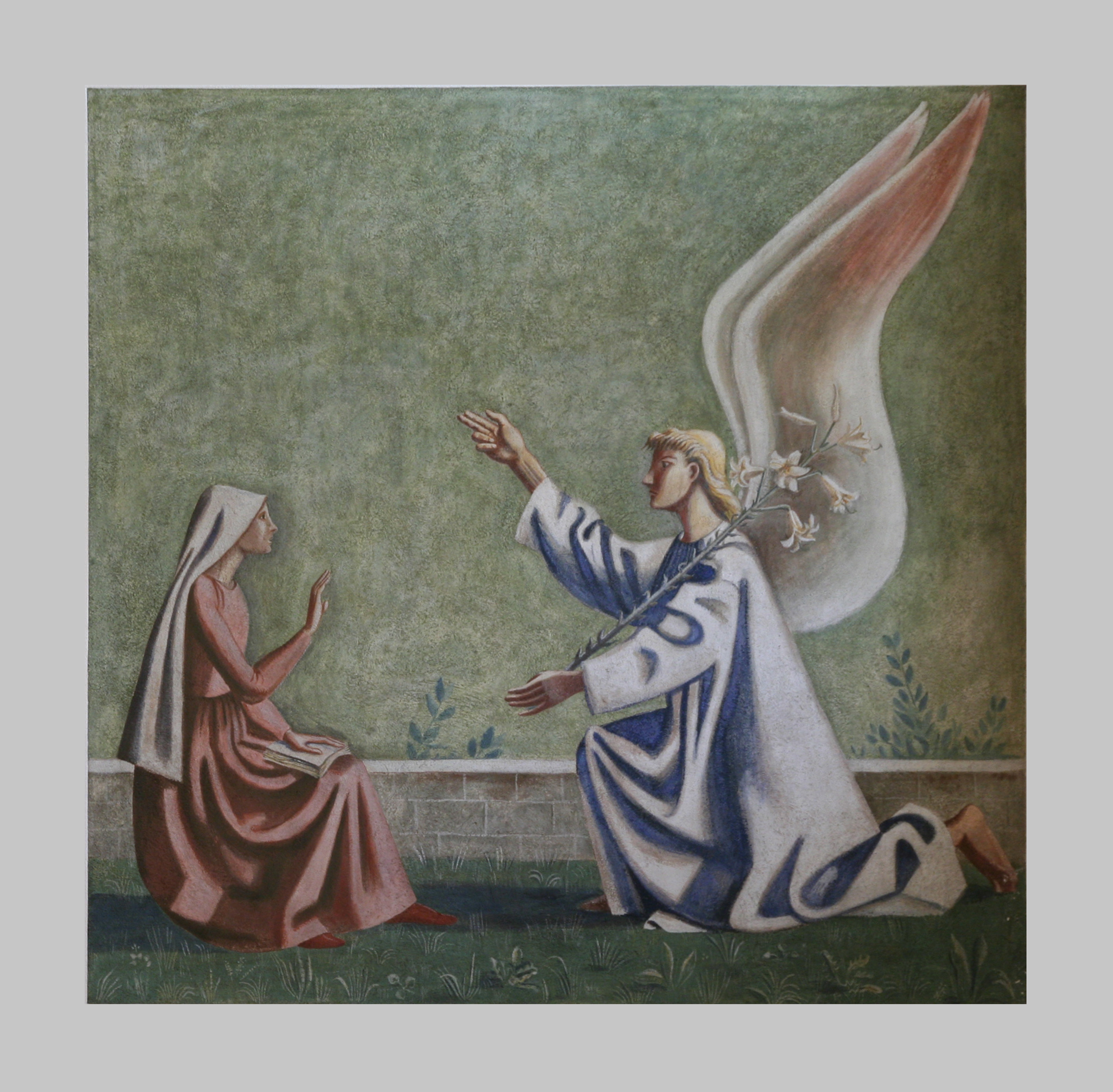
Die Verkündigung

Die Malereien an der linken Seitenwand zeigen (v. l. n. r.) Die Suche nach der Herberge, die Geburt, die Darbringung im Tempel, die Flucht nach Ägypten, der zwölfjährige Jesus im Gespräch mit den Schriftgelehrten und die Heilige Familie in Nazareth.

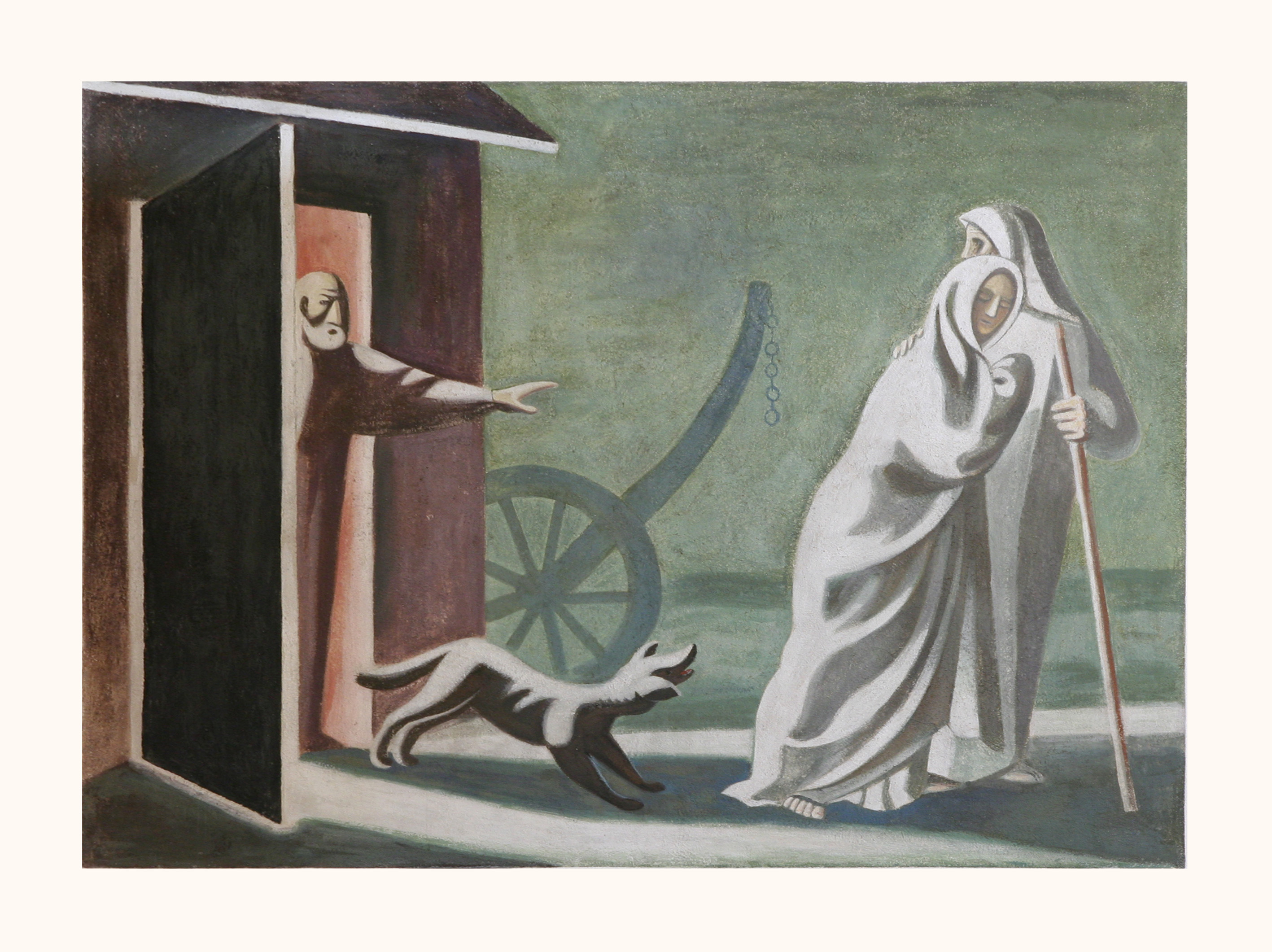
Herbergssuche
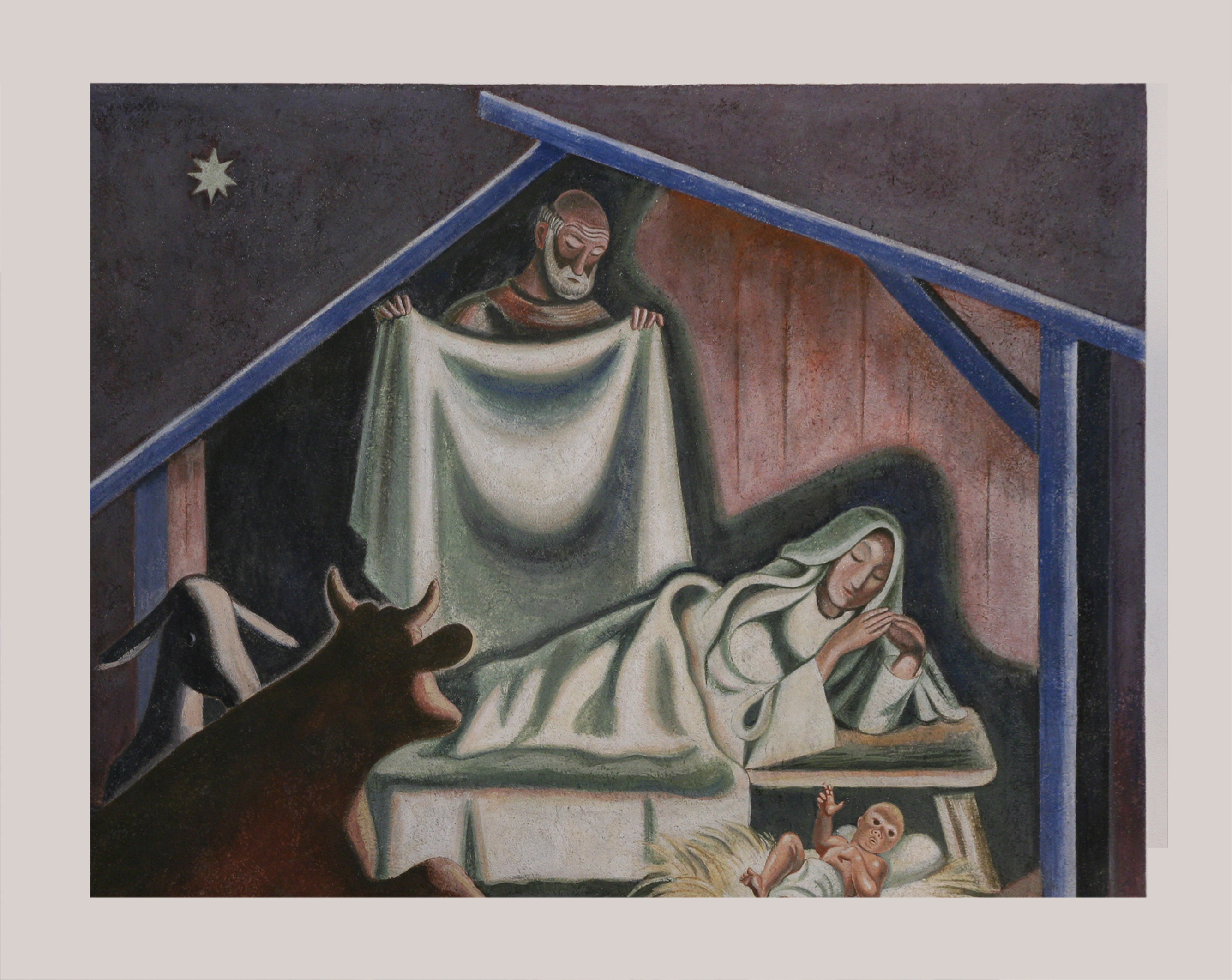
Weihnachten
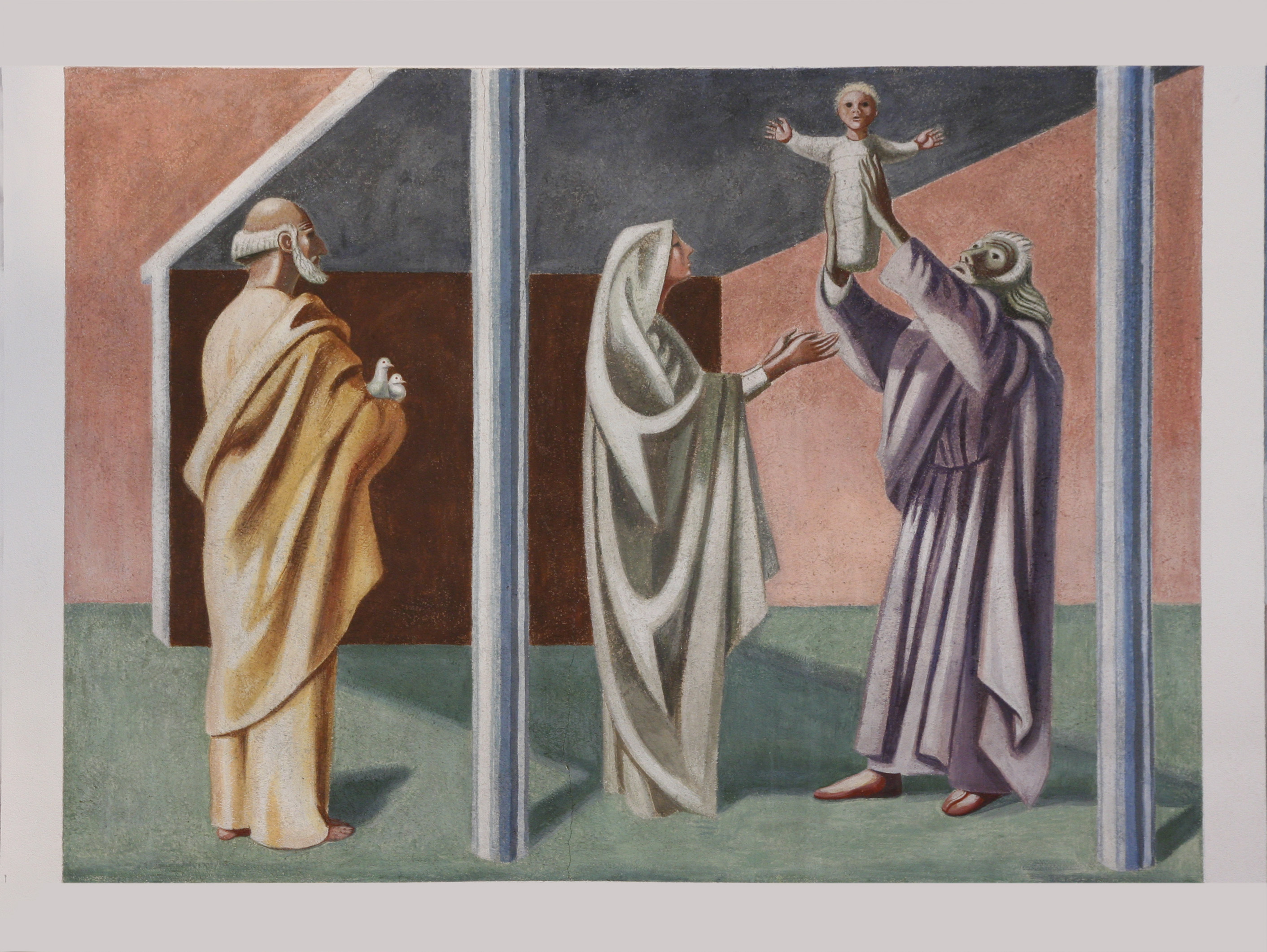
Darstellung im Tempel
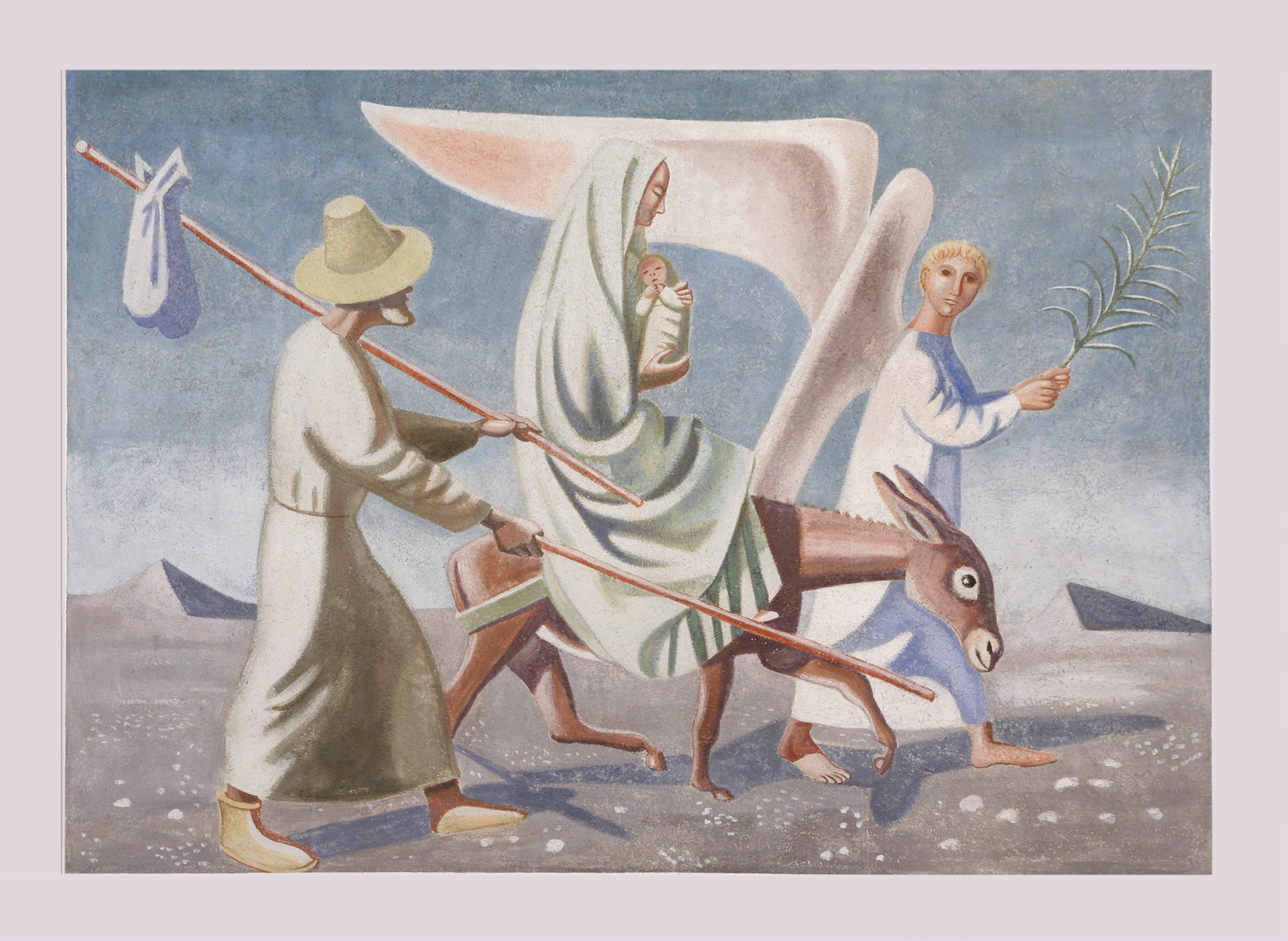
Flucht nach Ägypten
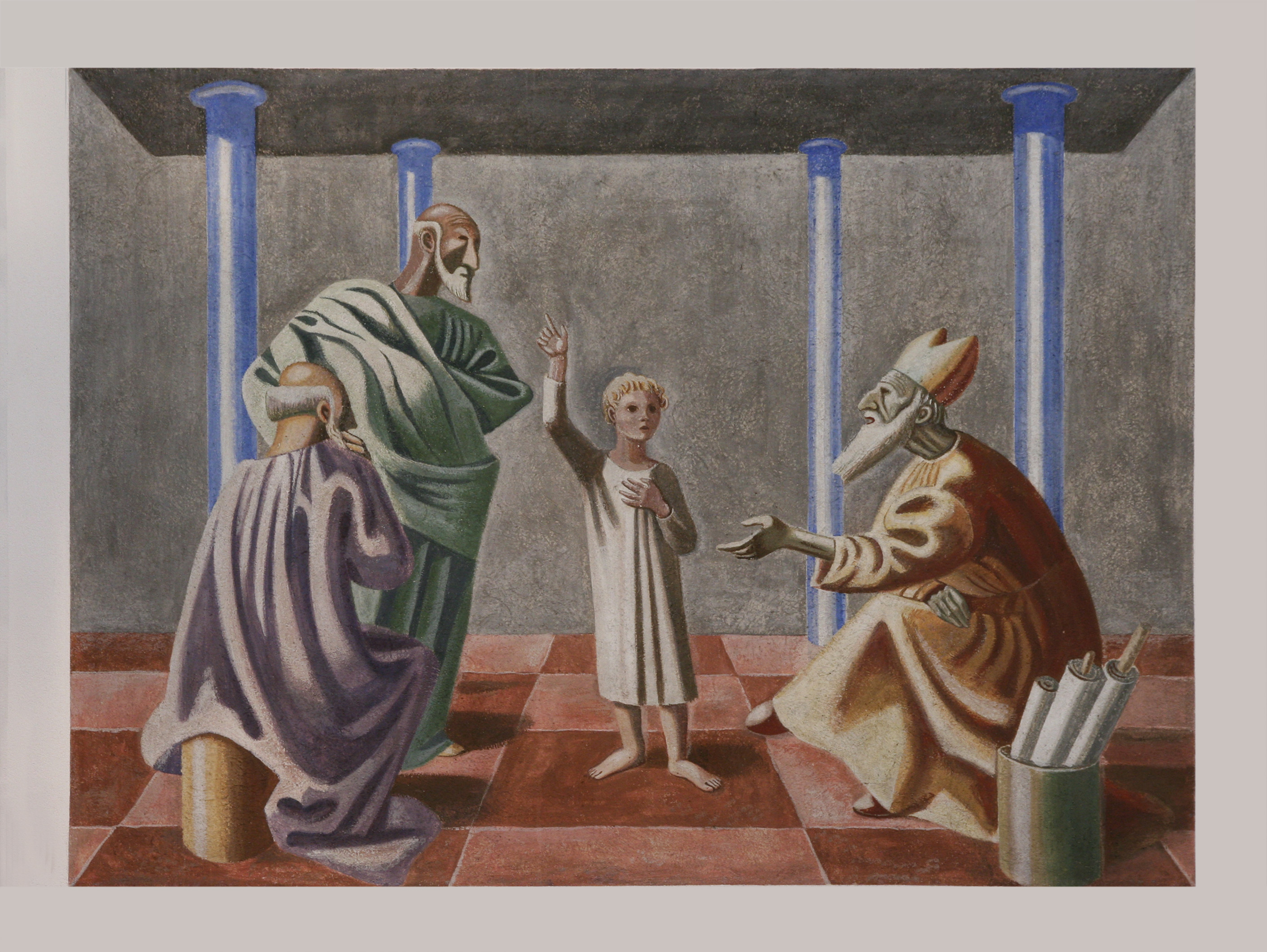
Der zwölfjährige Jesus im Tempel
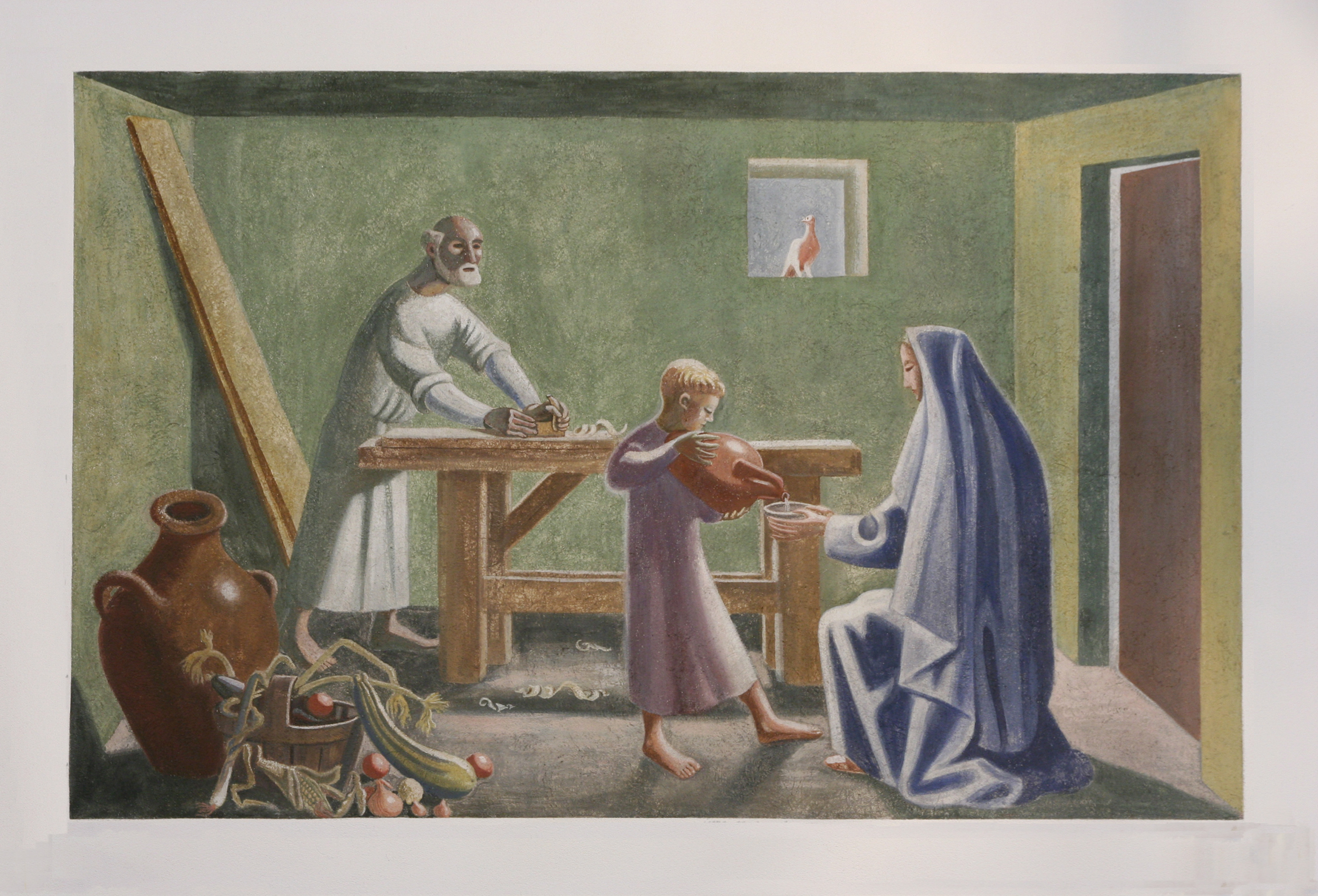
Die heilige Familie

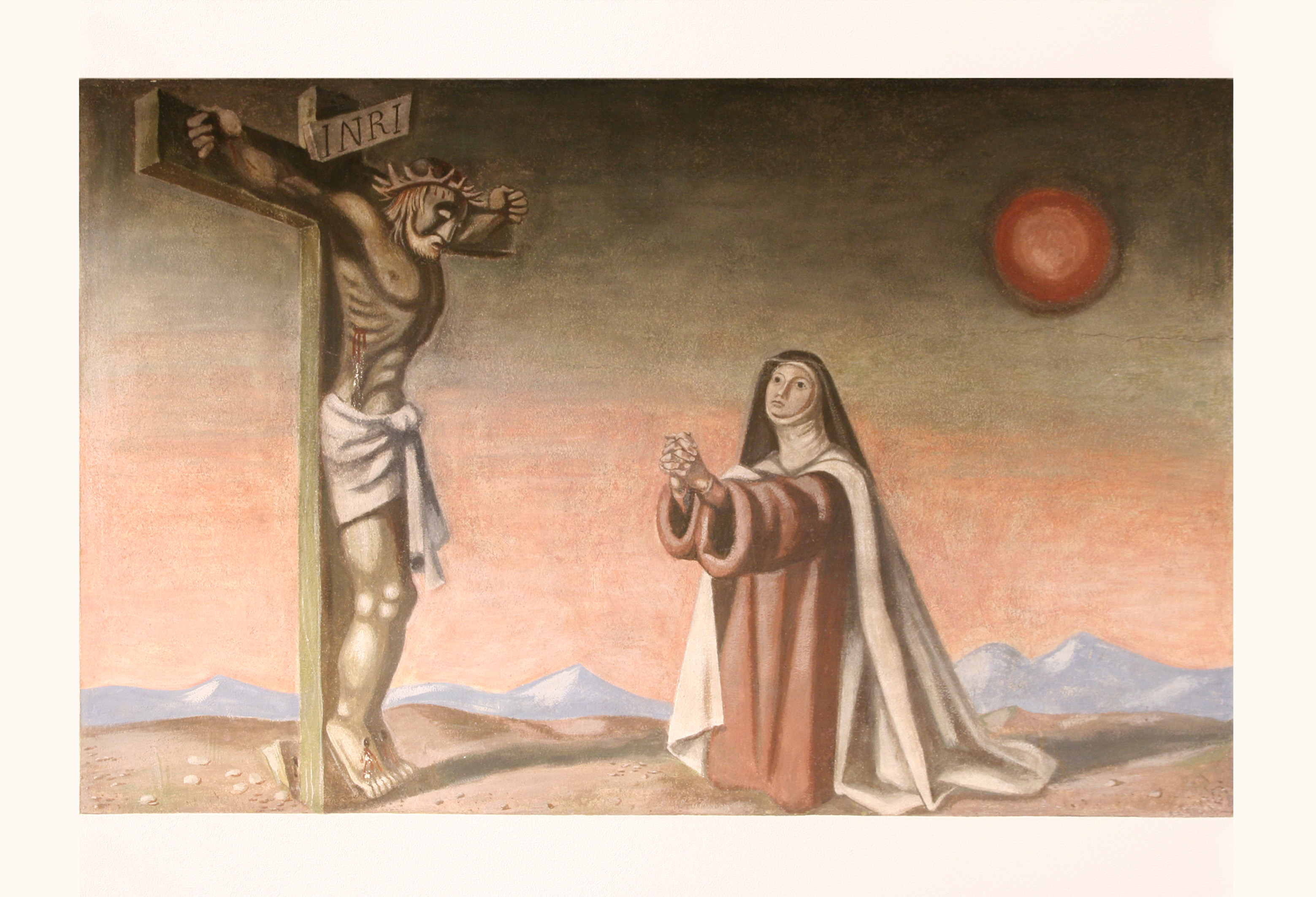
Die heilige Theresia (Seitenaltar)

An der Frontwand des Seitenschiffs befindet sich ein weiteres Fresko von Richard Seewald, das die kniende Heilige Theresia im Gebet vor dem Gekreuzigten zeigt. Aus der Zeit nach der Einweihung der Kirche stammt eine Gruppe von Holzfiguren, die der Holzbildhauer Beat Gasser (1892–1967), Lungern geschnitzt hat. Es handelt sich um eine Maria mit Kind, die sich in der Theresienkapelle befindet, um eine Pietà, die in der Mitte des Seitenschiffs steht, sowie eine aus elf Figuren bestehende Krippe, die in der Weihnachtszeit hier Verwendung findet.

Die Werktagskapelle von 1979 bis 2000

Der Altar von 1979

### Werktagskapelle
Seit dem Bau der Kirche im Jahr 1933 hatte sich in den ersten Jahrzehnten unter der Orgelempore eine Werktagskapelle befunden, die mit einfachen Holzbänken und einem schlichten Altar ausgestattet war und Theresienkapelle genannt wurde. 
Im Rahmen der Sanierung in den Jahren 1978–1979 entwarf der Künstler Max Rüedi eine neue Gestaltung der Werktagskapelle, die den Vorgaben der Liturgiekonstitution des Zweiten Vatikanischen Konzils folgte. Die geradlinig angeordneten Kirchenbänke wurden durch halbkreisförmig angeordnete Stuhlreihen ersetzt, sodass dem Communio-Gedanken des Vatikanums Ausdruck gegeben wurde. Ein Holztisch bildete das Zentrum der Kapelle und verwies auf die Bedeutung des Abendmahls als Mitte der versammelten Gemeinde. Die Wand hinter dem Altar wurde von Max Rüedi in Blau- und Gelbtönen gestaltet; ein Kreuz in gelbem Kreis bildete die Mitte des Wandgemäldes.
In Anlehnung an die Briefe der Hl. Theresia vom Kinde Jesu sowie an ihr Werk Histoire d'une ame entwarf Max Rüedi sechs Glasfenster mit Motiven aus dem Leben der Kirchenpatronin. Die Fenster zeigen von links nach rechts folgende Motive: Das erste Glasfenster enthält ein Samenkorn mit Keimblättern. Die Wurzeln des Pflanze stecken tief in der Erde, die Blätter dringen zum Licht empor, eine Blüte öffnet sich zum Himmel. Das zweite Glasfenster zeigt zwei Flammen, welche zueinander lodern und gemeinsam ein grosses Feuer bilden. Die Hl. Theresia gebrauchte dieses Bild, um ihrer Hinwendung zu Gott Ausdruck zu geben. Das dritte Fenster stellt das Kreuz Christi dar. «Das Kreuz steht auf der Erde, kalt und dunkel, aber seine Arme nehmen die Bewegung des Himmels auf.» Auf dem vierten Glasfenster ist ein Vogel zu sehen, über dem sich eine bedrohliche Wolke am Himmel gebildet hat. Über der Wolke ist die Sonne zu sehen. Griete Rüedi schreibt zu dieser Darstellung: «Ich bin ein kleiner, ängstlicher Vogel. Der Himmel ist bedeckt, aber ich weiss, dass ER da ist.» Das fünfte Glasfenster zeigt eine weitere Vision der Hl. Theresia vom Kinde Jesu. Sie schrieb in einem ihrer Briefe, dass sie sich wie ein Spielball fühle, der von Gott vergessen geduldig in der Ecke warte, bis Gott wieder mit ihm spiele. Das sechste Glasfenster thematisiert schliesslich die Bezogenheit des Menschen auf Gott, dargestellt durch zwei Handpaare, die aufeinander zustreben. «Aus der Tiefe schreie ich zu dir. Du schreist mir aus der Höhe entgegen. Unsere Hände gehören zusammen», schreibt Griete Rüedi zu diesem letzten Glasfenster des Zyklus.

Glasfenster von Max Rüedi
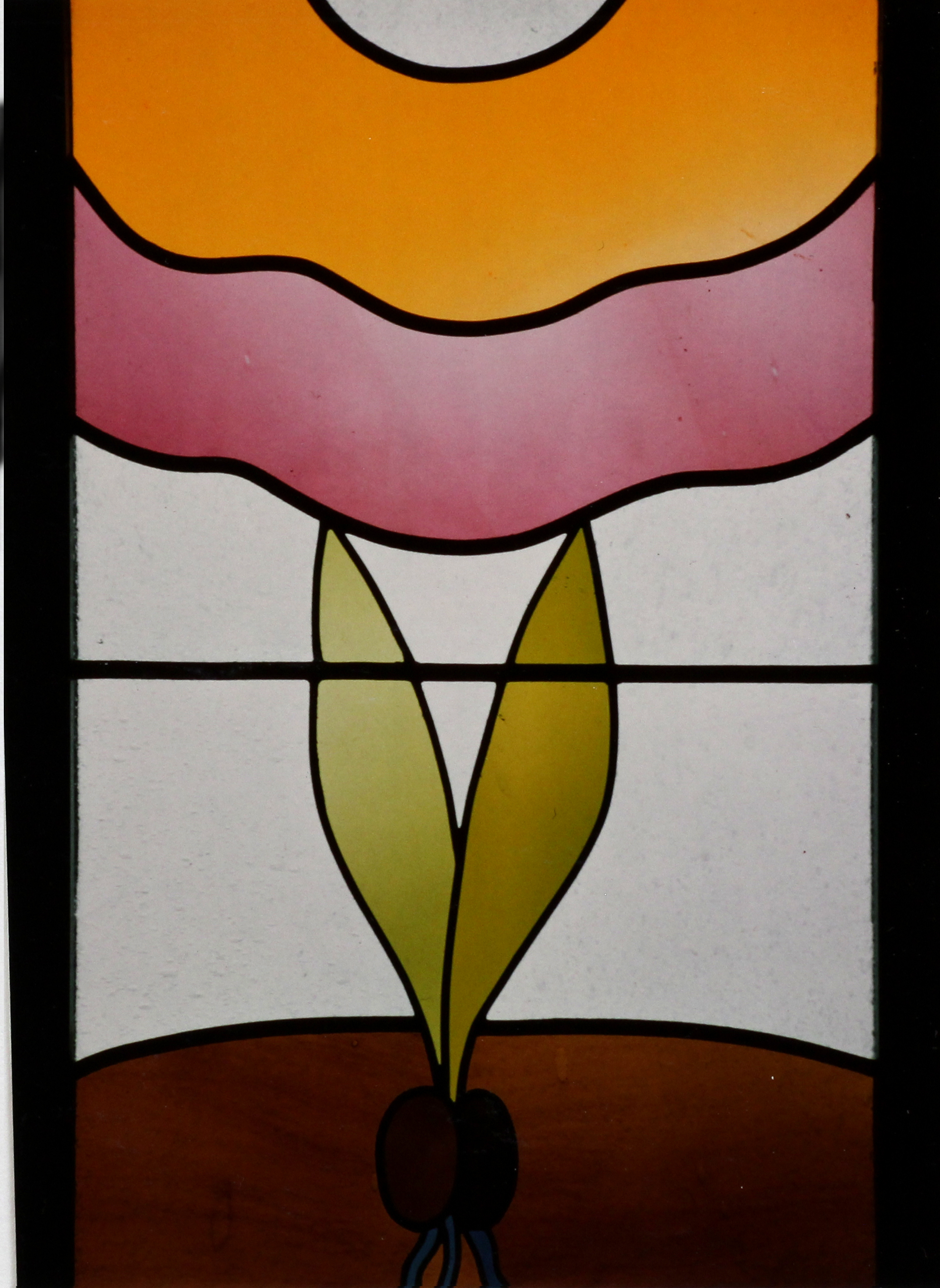
Der Keimling
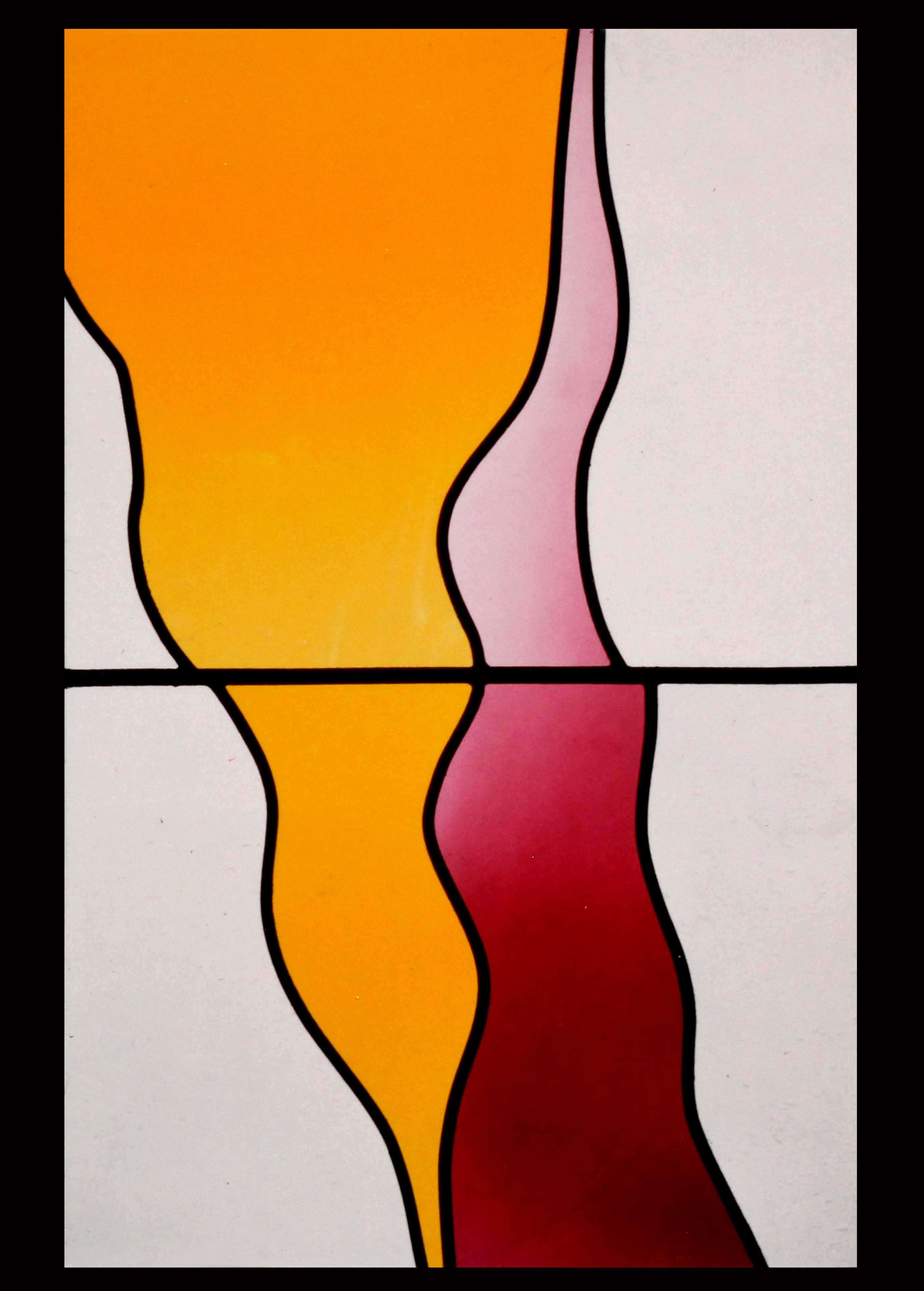
Die zwei Flammen
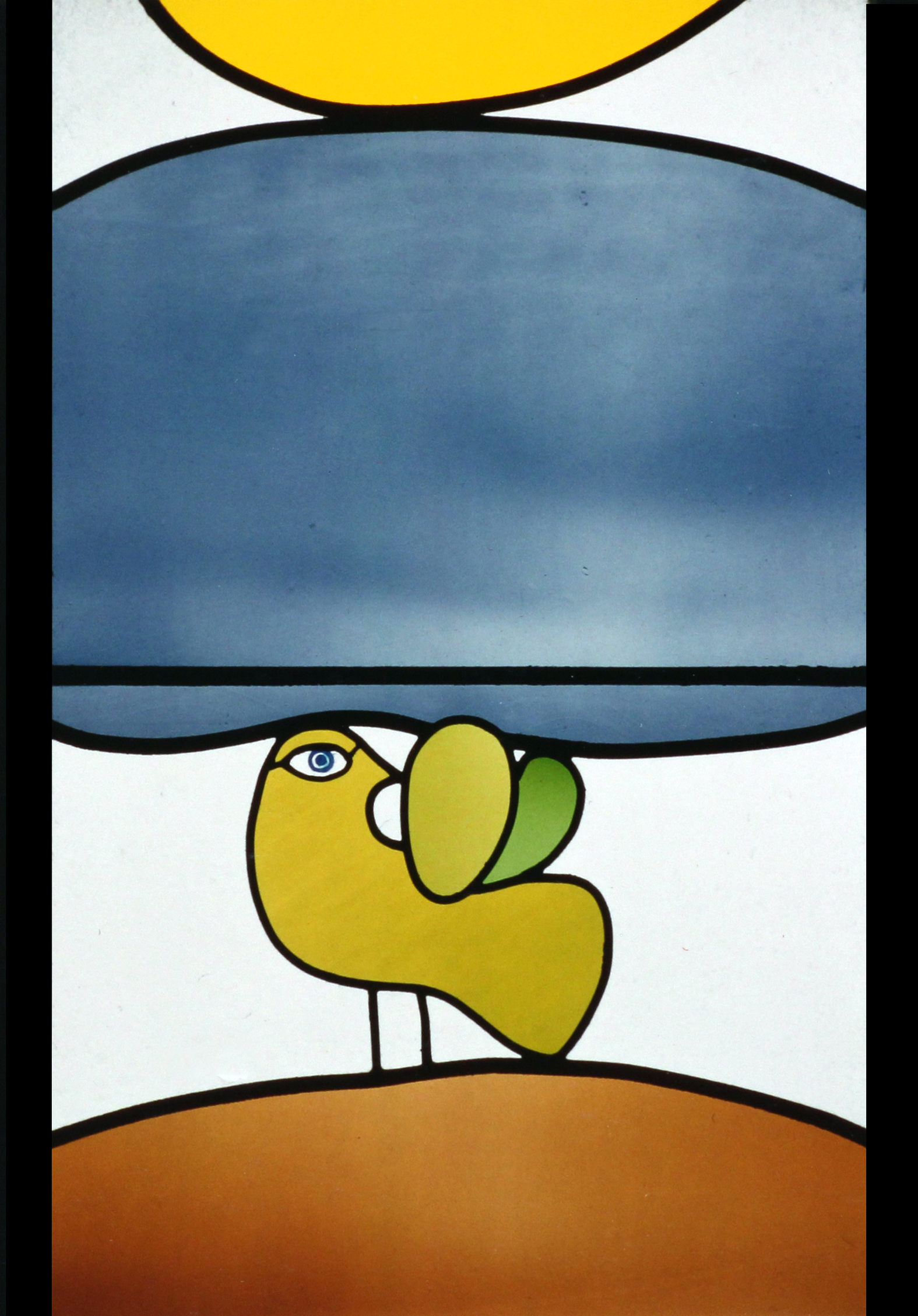
Der ängstliche Vogel
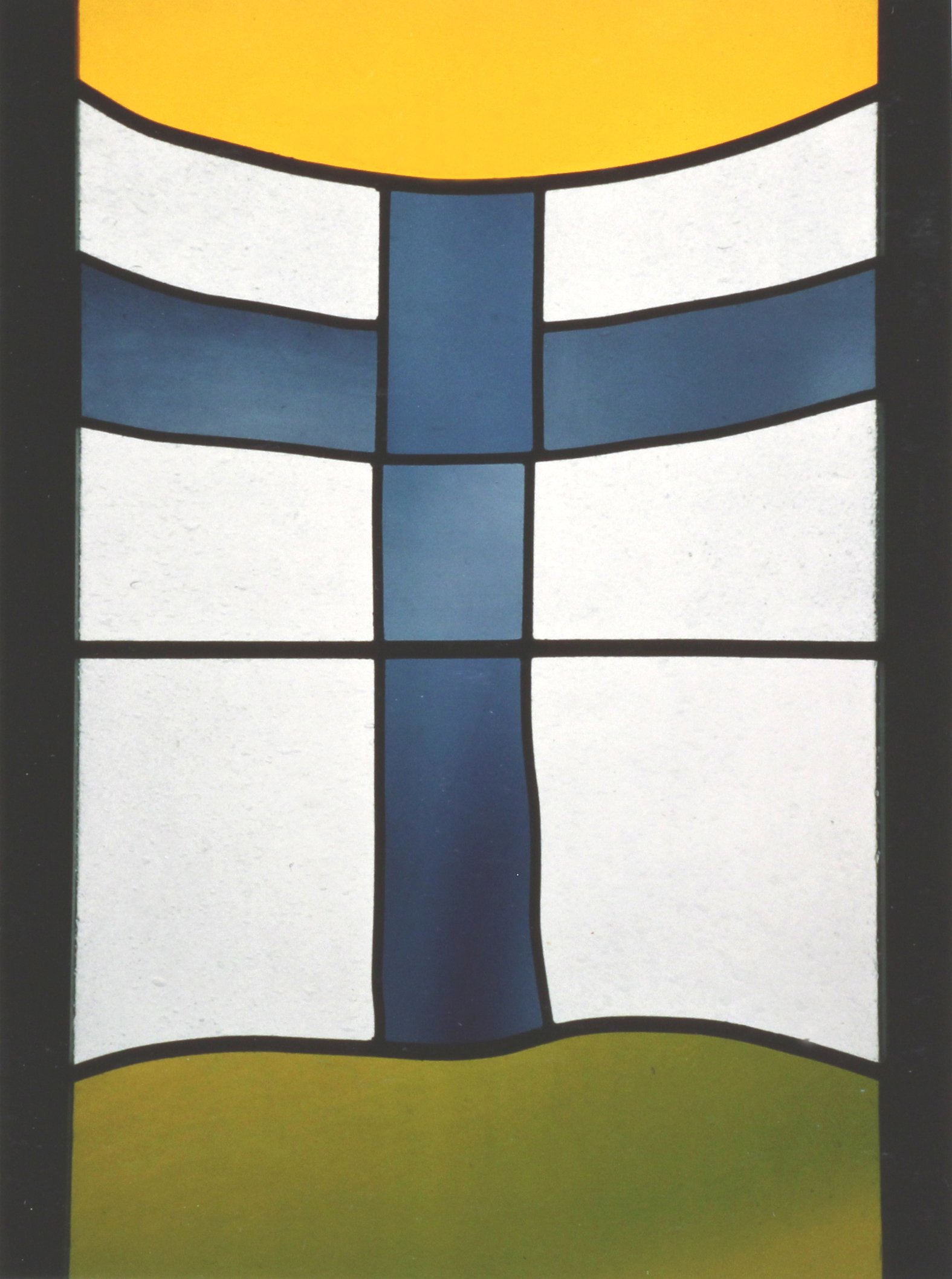
Das Kreuz Christi
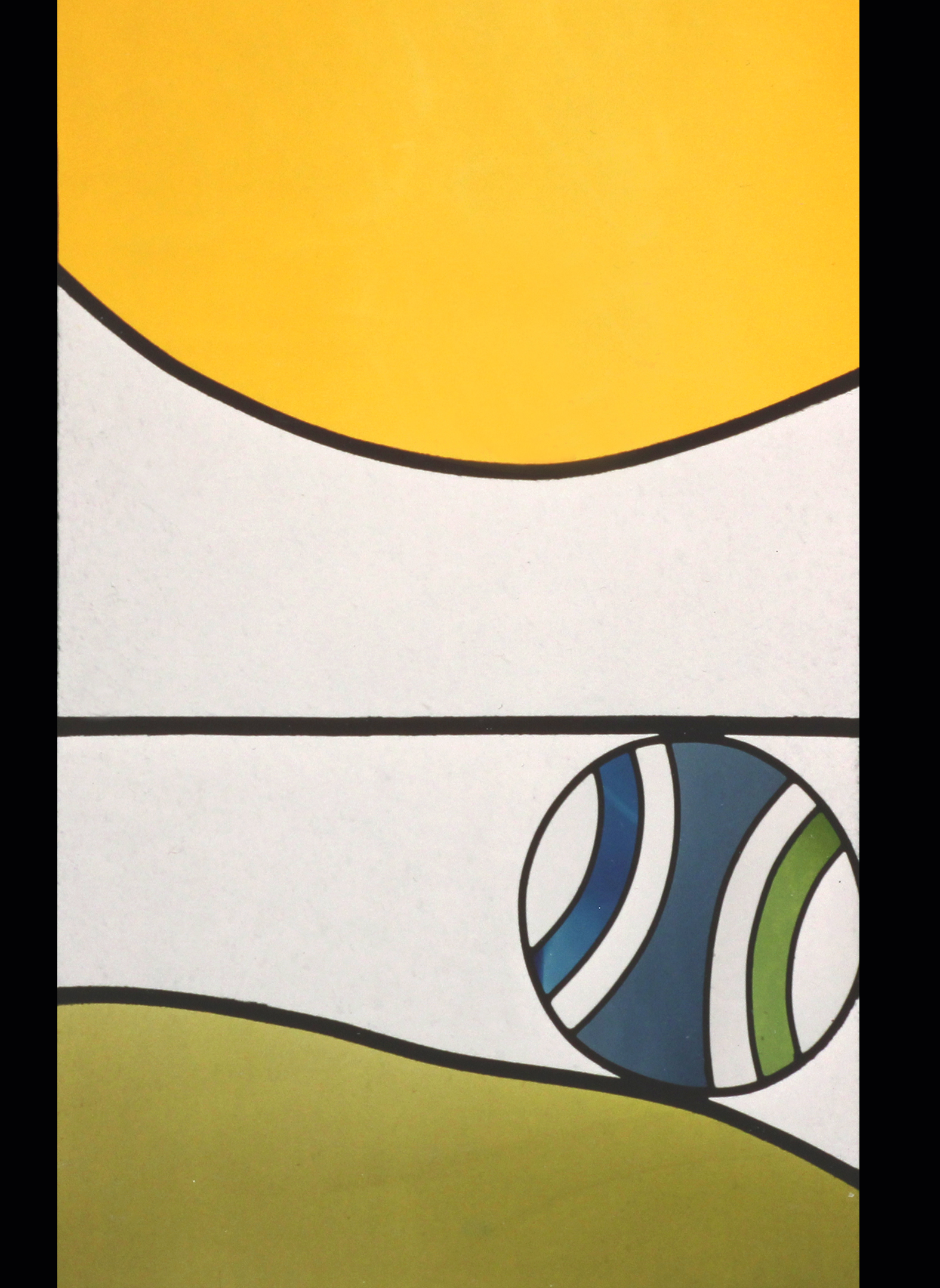
Der Spielball Gottes
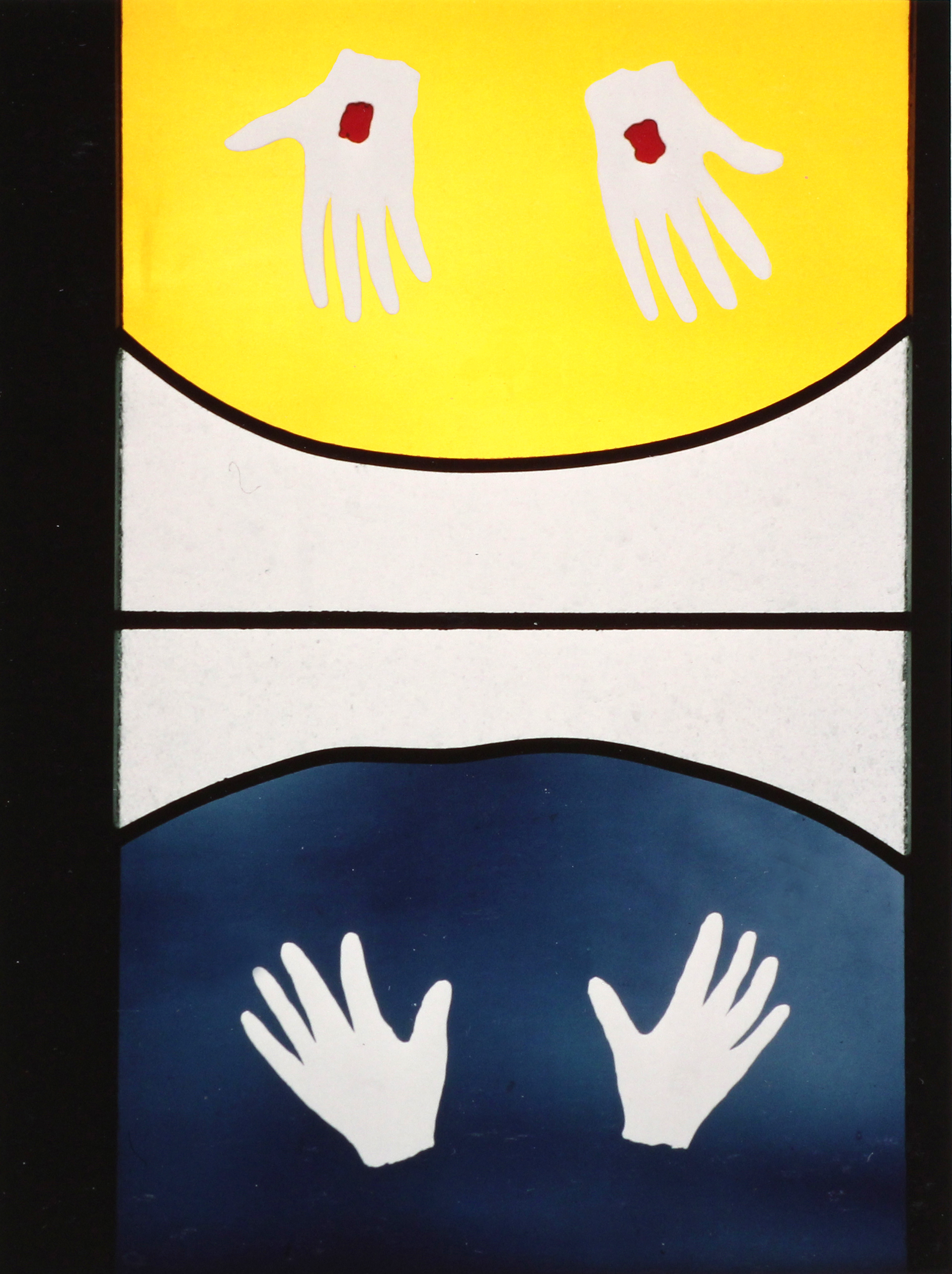
Die zwei Handpaare

Bei der Kirchensanierung in den Jahren 2001–2002 wurde die Werktagskapelle von Max Rüedi zurückgebaut und durch eine Neugestaltung ersetzt. Hierzu war eine Planungsgruppe eingesetzt worden, die aufgrund eines Konzepts des Künstlers Christoph Hänsli das Konzept entwickelte. Die Architekten Twerenbold und Schneider setzten das Erarbeitete bei der Gesamtsanierung der Kirche um. Dieses dritte Konzept für die Theresienkapelle orientiert sich wieder an der ursprünglichen Werktagskapelle von 1933. Geradlinig angeordnete Sitzbänke folgen der von der Orgelempore vorgegebenen Ausrichtung zum Altarbereich, der sich an der östlichen Kirchenwand befindet. An dieser Wand hinter dem neu gestalteten Altarbereich befinden sich drei Leinwandbilder, welche ein Triptychon bilden. Sie wurden von Christoph Hänsli (* 1963) und Christoph Wachter (* 1966) gestaltet und zeigen Himmelsstimmungen aus Leiden NL, Babelsberg BRD und Chełmno PL. Der Altar und der Taufstein in der Werktagskapelle wurden von Frédéric Dedelley gestaltet. Abgerundet wurde diese Neugestaltung der Theresienkapelle durch eine Tonfigur des Hl. Antonius, der vom Jesuskind liebevoll am Hals angefasst wird. Diese Figur befindet sich beim Haupteingang der Kirche und wurde von Sr. M. Caritas Müller aus Cazis im Jahr 2001/2002 modelliert.

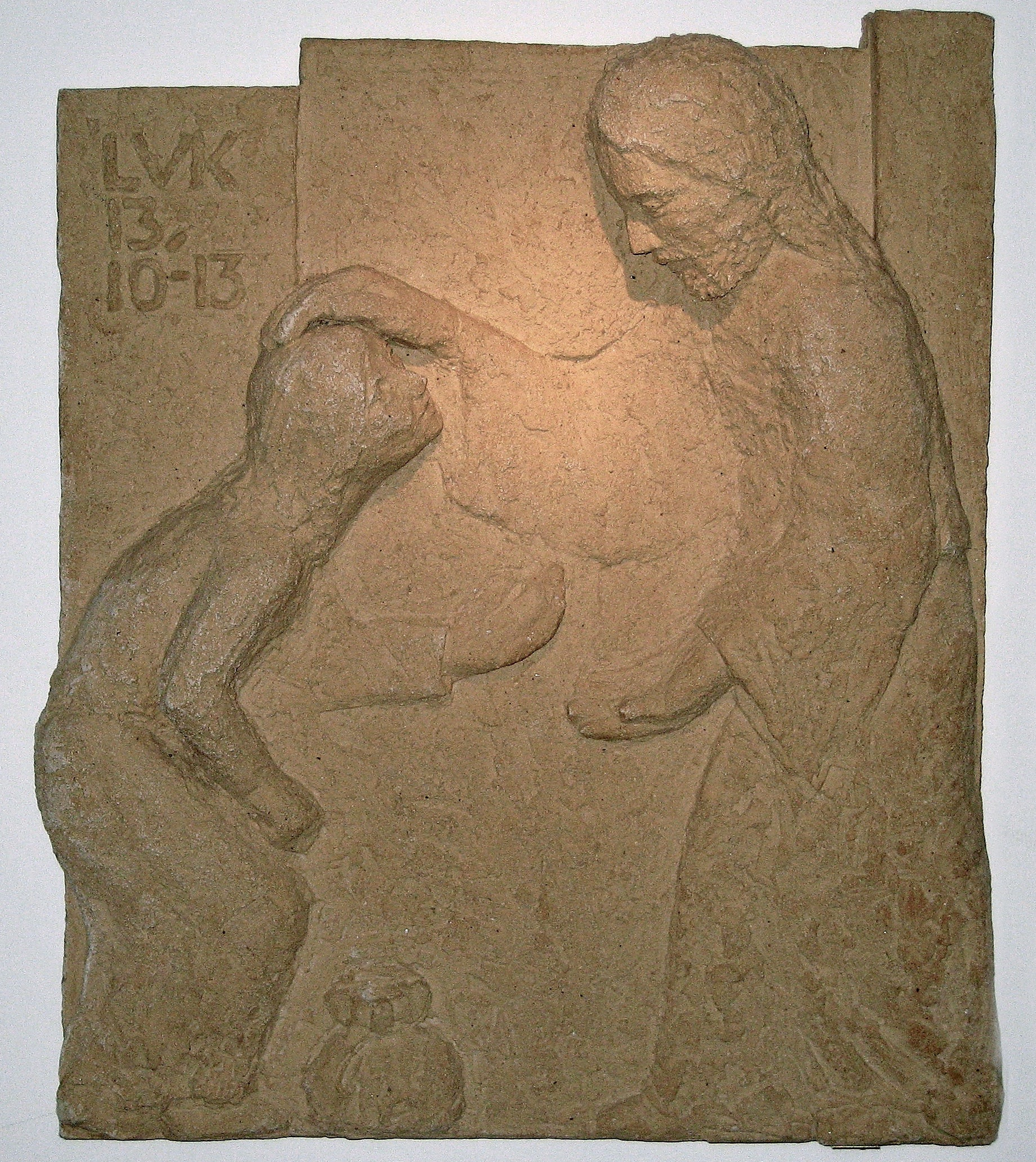
Keramik-Relief von Ruth Meyer-Züllig

Seit 2010 befindet sich im Foyer des Pfarreizentrums ein Relief der Künstlerin Ruth Meyer-Züllig (1921–2010). Geschaffen wurde das Kunstwerk 1989 für den Andachtsraum im Spital Affoltern a. A., passte dort aber nach einem Umbau nicht mehr in das neue Konzept, weshalb es ins Pfarreizentrum St. Theresia kam. Das Relief zeigt die Heilung einer kranken Frau durch Jesus Christus nach Lukas 13, 10–13.

## Orgel

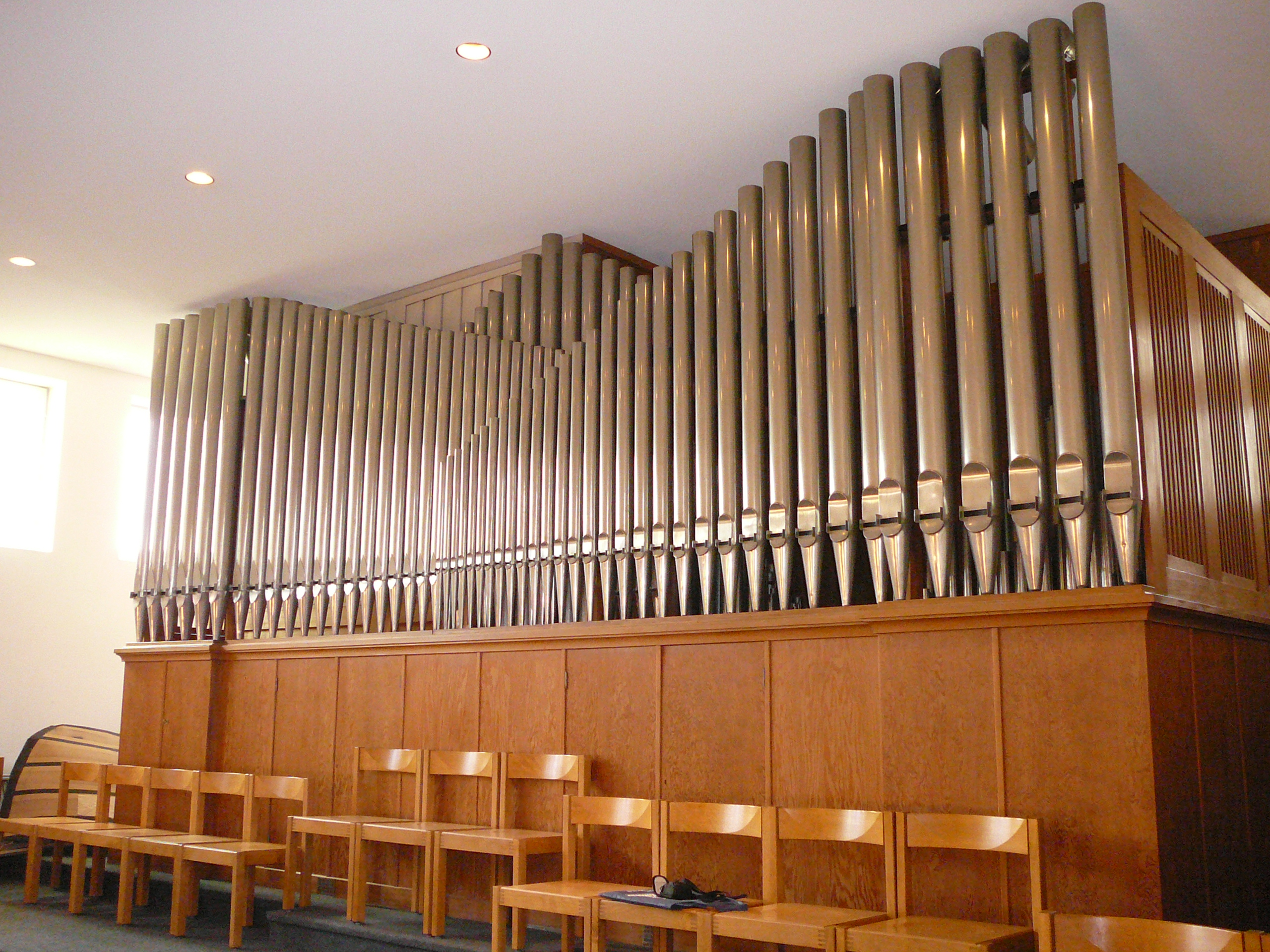
Die Späth-Orgel von 1940

1940 wurde die Orgel eingeweiht, welche von der Firma Gebrüder Späth, Rapperswil SG, stammt. Sie besitzt 24 Register, die auf zwei Manuale und Pedal verteilt sind. Im Jahr 1979 wurde sie von H. Senn, Unterengstringen, renoviert.
| I Hauptwerk C–g3 |       |
| Prinzipal        | 8′    |
| Hohlflöte        | 8′    |
| Gemshorn         | 8′    |
| Oktave           | 4′    |
| Nachthorn        | 4′    |
| Oktave           | 2′    |
| Mixtur IV        | 1 ⁄3′ |

| II Schwellwerk C–g3 |        |
| Rohrflöte           | 16′    |
| Suavial             | 8′     |
| Rohrflöte           | 8′     |
| Salizet             | 8′     |
| Prinzipal           | 4′     |
| Blockflöte          | 4′     |
| Nasat               | 2 ⁄3′  |
| Waldflöte           | 2′     |
| Terz                | 1 3⁄5′ |
| Larigot             | 1 ⁄3′  |
| Zimbel III          | 1′     |
| Trompete            | 8′     |
| Tremulant           |        |

| Pedal C–f1 |     |
| Subbass    | 16′ |
| Zartbass   | 16′ |
| Oktavbass  | 8′  |
| Rohrflöte  | 8′  |
| Flötbass   | 4′  |
| Prinzipal  | 4′  |
| Nachthorn  | 2′  |

- Koppeln: II/I, II/P, I/P

## Würdigung
St. Theresia ist ein frühes Beispiel des modernen Kirchenbaus in der Schweiz und der konsequenteste Entwurf in der Formensprache des Bauhausstils von Architekt Fritz Metzger. Anders als in der von Fritz Metzger 1949–1950 erbauten Kirche St. Felix und Regula wendete der Architekt bei St. Theresia aber noch das Prinzip eines Longitudinalbaus an.
Architekt Fritz Metzger schrieb über sein Projekt: «Die Kirche soll ein Ort der Verehrung der hl. Theresia v.K.J. sein. Sie tut dies, indem sie die 'kleinen Tugenden übt', was der Pflege der einfachsten und unscheinbarsten Formen entspricht. Wie Theresia hält sie dafür, dass Demut Wahrheit ist, was Verzicht auf Effekt und Gestus, auf Schein und Schnörkel bedeutet. Der Demut entspricht die Einfachheit in der Verteilung von Hell und Dunkel, im Verhältnis von Seitenschiff und Hauptschiff, von Fläche und Malerei, von Raumform und Ausstattung... Diese 'Reinheit und Innigkeit' soll so gross sein, dass man erschrickt... Aber werden die lieben Menschen im Friesenberg das verstehen?»